# Ferenc Puskás
Ferenc Puskás [ˈfɛrɛnʦ ˈpuʃkaːʃ], ursprungligen Purczeld, född 2 april 1927 i Budapest, död 17 november 2006 i Budapest, var en ungersk fotbollsspelare och -tränare. Han spelade som vänsterinner, vilket med dagens terminologi motsvarar anfallare. Han betraktas som en av världens bästa fotbollsspelare genom tiderna.

## I klubblag

### Tidiga år och genombrott
Puskás började som ung pojke under sin far med samma namn att spela i den lokala klubben i Kispest, en stadsdel i Budapest. När han var 10 år bytte familjen namn till Puskás men för att komma undan minimiåldern för kontraktskrivande gick han ett tag under namnet Miklós Kovács. Han gjorde sin debutmatch för klubben (under sitt riktiga namn) 1943 mot Nagyváradi AC - endast 16 år gammal. Med sin teknik och välplacerade skott gjorde sig Puskás snart känd som en spelare av rang. Den första skytteligasegern i Ungern (av sammanlagt 4) kom säsongen 1947-48 då han också blev hela Europas skyttekung med smått otroliga 50 mål på 32 matcher.

### Spel för armén
År 1949 tog det ungerska försvarsministeriet över laget Kispest och döpte om det till Budapest Honvéd FC. Man gav spelarna i laget militära grader och Puskás blev major. Då laget helt tagits över av armén använde man sig av utskrivning för att värva spelare. Bland annat var det så Puskás parkamrat i landslaget, Sándor Kocsis, kom till klubben. Honved vann under tiden med båda dessa världsstjärnor i laget ligan fem gånger. 

### Revolt, avhopp och stjärna i Spanien
År 1956 bröt Ungernrevolten ut i hemlandet samtidigt som Honved spelade Europacupmatch i Spanien (mot Athletic Bilbao). Spelarna i laget röstade för att inte resa tillbaka till Ungern och spelade istället returmötet på Heyselstadion i Bryssel i Belgien. Honved blev dock utslaget och spelarna åkte, trots protester från FIFA och det ungerska förbundet, ut på en turné för att dra in pengar. Med sina respektive familjer med på turnén spelade man matcher i Italien, Portugal, Spanien och Brasilien innan man återvände till Europa och splittrade laget. 
De flesta spelarna, däribland Puskás och Kocsis, hamnade i västeuropeiska klubbar och bannlystes därmed från ungersk fotboll och dess landslag. Puskás själv kom så småningom i storklubben Real Madrid där han skulle få uppleva sin största tid som fotbollsspelare. Här bildade han tillsammans med Alfredo Di Stéfano en fruktad anfallsduo. Han stannade i Real Madrid fram till 1966 och vann bland mycket annat tre Europacuptitlar och blev skyttekung i Spanska ligan fyra gånger - totalt 159 ligamål/179 matcher (0,87 mål/match) för Real Madrid.

## Landslagsspel
Under en period ansågs Ungern i fotbollsvärlden vara i det närmaste oslagbart. Man besegrade som första icke-brittiska lag England på Wembley Stadium 1953 med 6-3. I en returmatch året därpå i Budapest vann Ungern med 7-1 och gav engelsmännen deras största förlust någonsin i fotbollssammanhang. Ungern, med Puskás som härförare, vann OS-guld 1952, och inför VM 1954 var Ungern storfavorit att vinna hela turneringen. 
Man hade inför finalen byggt upp en svit med 32 matcher i rad utan förlust. Men i finalen mot Västtyskland förlorade man (2-3) efter att ha tappat en 2-0-ledning. Dessutom hade man tidigare i gruppspelet besegrat samma lag med 8-3. Puskás själv skadade sig tidigt i turneringen men deltog i finalen och gjorde ett mål, trots att han inte var återställd. Han gjorde i matchens slutskede även ett kvitteringsmål som dock, under stora protester, dömdes bort för offside. Ungerns svit var bruten.
Under tiden i Real Madrid blev Puskás till sist spansk medborgare och deltog också för Spanien i VM i Chile 1962.

## Målrekord

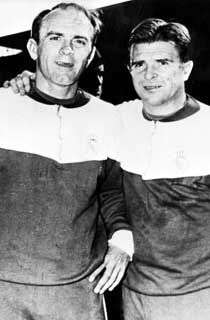
Puskás (till höger) tillsammans med sin parhäst från tiden i Real Madrid, Alfredo di Stefano

Puskás är jämte parhästen di Stéfano den bäste målskytten i Europacupfinalernas historia med sammanlagt 7 mål; Puskás mål gjorda på endast två finaler. I 1960 års final mot Eintracht Frankfurt (Real vann med 7-3) gjorde Puskás 4 mål, vilket ingen annan spelare har mäktat med i en Europacupfinal, och i Europacupfinalen 1962 mot Benfica gjorde Puskás 3 mål när portugiserna trots det stod som segrare med 5-3. Enligt officiell statistik gjorde Puskás 513 ligamål på 534 matcher (0,96 mål/match) för Budapest Honvéd FC och Real Madrid, överträffat endast av Pelé och Josef Bican.
För ungerska landslaget gjorde Puskás sammanlagt 84 mål/85 landskamper (vissa källor anger 85 mål) som i landslagsammanhang gällde som världsrekord och oöverträffat i Europa tills Cristiano Ronaldo slog det - Ronaldos målsnitt/match är emellertid betydligt lägre än Puskas. Inte ens Pelé gjorde lika många mål i landslaget för sitt Brasilien (77/92 landskamper).

## Spelstil
Puskás var kort och lite överviktig. Han var dessutom utpräglat enfotad (vänster) och dålig på att nicka. Likväl blev han en fotbollshistoriens främsta målgörare. Puskás hade en enastående teknik och spelförståelse som även gjorde honom till en lysande dribblare och passningsspelare. 

## Tränarkarriär
Efter avslutad karriär inledde Puskás en 25 år lång tränarkarriär som tog honom till nio olika länder och ett än större antal klubbar innan han 1993 under en kort period var förbundskapten för hemlandet Ungern. Hans största framgång som tränare kom 1971 när han ledde grekiska Panathinaikos till final i Europacupen (föregångaren till Champions League). Där blev det emellertid förlust mot Ajax från Nederländerna.

## På ålderns höst
På 1990-talet flyttade Puskás tillbaka till sitt gamla hemland och i samband med Puskás 75-årsdag 2002 döptes nationalarenan i Budapest, Népstadion, om till Ferenc Puskás-stadion. Som gammal drabbades han av Alzheimers sjukdom och han mindes därför inte mycket från den tid då han ansågs vara världens bäste spelare. Puskás avled  2006; begravningen skedde i Sankt Stefansbasilikan.

## Sagt om Puskás
Puskás smeknamn var den "galopperande majoren" på grund av att Honvéd var den ungerska arméns lag och han hade majors grad. En gång ska Puskás ha glömt bort att göra honnör för en general varpå han ska ha svarat:
"generaler finns det många men det finns bara en Ferenc Puskás"!
- "Han var en supertalang. Han var en av de största spelarna genom tiderna, min vän, när du minst väntar det tar det slut - Alfredo Di Stéfano.

- "Av alla oss så var han den bäste. Han hade ett sjunde sinne för fotboll. Om det fanns 1000 lösningar valde han den 1001:a - Nándor Hidegkuti - lagkamrat i det ungerska landslaget.

- Puskas skrämde livet ur målvakterna på 30-35 meters håll. Han hade inte bara kraft i skotten, även precision. Jag tyckte han var ett gení - Raymond Kopa - lagkamrat i Real Madrid.

- Best, Beckenbauer, Platini, Zidane - Puskas var ännu bättre, han är vid sidan av Johan Cruyff den bäste spelaren någonsin från Europa - Jonathan Wilson - journalist på The Guardian[4]

- Det finns ingen ungrare som kommer att bli oberörd av Puskas död. Han är den mest kände ungraren under 1900-talet - Ferenc Gyurcsány - premiärminister i Ungern.

Källa Engelska Wikipedia
En lång tid efter Englands svidande 3-6-förlust mot "De mäktiga ungrarna" på Wembley i november 1953 yttrade Sir Bobby Robson följande om Puskás och det ungerska landslaget:

"Vi såg en spelstil och ett spelsystem som vi aldrig hade sett förut. Ingen av dessa spelare betydde något för oss. Vi visste ingenting om Puskás. Alla dessa fantastiska spelare, de var män från Mars så som vi uppfattade dem... De kallade Puskás "Den galopperande majoren" eftersom han var i armén. Hur kunde den här killen som tjänade den ungerska armén komma till Wembley och skjuta oss i sank? Sättet de spelade på, med sin tekniska briljans och kompetens - satte de stopp för vår VM-elva efter nittio minuters fotboll."

## Meriter

### Klubblag
Budapest Honvéd FC
- Ungerska ligan 1949-50, 1950, 1952, 1954, 1955

 Real Madrid
- La Liga 1960-61, 1961-62, 1962-63, 1963-64, 1964-65
- Copa del Generalísimo (nuvarande Copa del Rey) 1962

- Europacupen 1959, 1960, 1966
- Interkontinentalcupen 1960

### Landslag
Ungern
- OS-guld 1952
- VM-silver 1954
- Centraleuropeisk mästare 1953
- Balkan Cupmästare 1947

### Individuellt
- Skyttekung i ungerska ligan 1947–48, 1949–50, 1950, 1953
- Skyttekung i spanska ligan (Pichichi Trophy) 1960, 1961, 1963, 1964
- Skyttekung i Centraleuropeiska Internationella Cupen 1954
- Skyttekung i Europacupen 1960 (12), 1964 (7)

- Årets spelare i Världen 1953
- Årets spelare i Europa 1953
- Silverbollen som årets näst bäste europeiska spelare 1960 (Utsedd av France Football)

- Århundradets fotbollsspelare i Europa (utsedd av L'Equipe)
- Århundradets fotbollsspelare i Ungern
- Århundradets bäste målskytt i Ungern

- Invald i fotbollens Hall of fame
- I separata omröstningar 1999 vald till den 4:e, resp. 6:e bäste fotbollsspelaren i världen genom alla tider
- Omnämnd som en av de hundra bästa (då levande) spelarna på listan "FIFA 100" gjord av Pelé i mars 2004